# Pentaceration bifficlyro
Pentaceration bifficlyro is een pissebeddensoort uit de familie van de Paramunnidae. De wetenschappelijke naam van de soort is voor het eerst geldig gepubliceerd in 2012 door Kaiser & Marner.